# Elezioni generali nella Repubblica Democratica del Congo del 2006
Le elezioni generali nella Repubblica Democratica del Congo del 2006 si tennero il 30 luglio (primo turno) e il 29 ottobre (secondo turno) per l'elezione del Presidente e il rinnovo del Parlamento.

## Quadro politico

### La transizione
Le elezioni erano molto attese in quanto sanciscono un passaggio fondamentale nella transizione verso istituzioni democratiche e giungono dopo decenni di dittatura e guerre civili. Basti pensare che era dal 1960, l'anno della conquista dell'indipendenza, che non si svolgevano elezioni libere e pluraliste nel paese.
Le elezioni presidenziali e parlamentari, in particolare, dovevano concludere la fase delle istituzioni provvisorie stabilite dagli accordi di pace di Pretoria (Sudafrica) del 17 dicembre 2002 (accordo “globale e inclusivo”), che hanno posto le basi per la fine della guerra civile del 1998-2003 e che prevedevano la formula “uno più quattro” alla presidenza della repubblica, un parlamento e un governo provvisorio (entrato in carica il 17 luglio 2003) e l'integrazione nell'esercito o nella società civile degli ex combattenti nelle file delle milizie ribelli. Le elezioni dovevano dare istituzioni definitive al paese entro il 30 giugno 2006, ma sono state più volte rinviate fino a superare tale data.
La formula “uno più quattro” prevedeva che il presidente della Repubblica (Kabila) fosse affiancato durante la transizione da quattro vicari, rappresentanti delle quattro principali componenti del dialogo intracongolese: uno espressione del governo di Kinshasa, uno per ciascuno dei 2 principali gruppi ribelli che controllano gran parte dell'est (Raggruppamento Congolese per la Democrazia-Goma, RCD-Goma) e del nord (Movimento di Liberazione del Congo) del Paese e uno da parte dell'opposizione congolese non armata e la società civile congolese secondo cosiddetto modello 1+4.
La comunità internazionale ha donato 460 milioni di dollari per finanziare lo svolgimento delle elezioni ed ha dispiegato la più imponente missione delle Nazioni Unite, la MONUC, per permettere la stabilizzazione delle istituzioni del paese. Le elezioni si sono svolte in modo relativamente pacifico, ma l'organizzazione e la raccolta e diffusione dei risultati è stata complicata, portando in un paese da poco uscito dalla guerra civile e dove la violenza di bande armate è ancora diffusa, ad incertezza e ad alcuni episodi di violenza.
Oltre 25 milioni di persone si sono registrati per votare a queste elezioni, in un paese che conta all'incirca 60 milioni di abitanti. La Commissione Elettorale Indipendente (CEI o La Commission Electorale Indépendante) ha fornito un dato di affluenza al voto dell'80 % circa.
33 sono i candidati alla presidenza e 9000 i candidati al parlamento per 500 seggi del parlamento federale.
Almeno sei persone sono state uccise durante la preparazione di queste elezioni.
Il 30 luglio la gran parte dei seggi ha aperto in orario. Le elezioni si sono svolte subito dopo la stipula di un accordo con le milizie armate in Ituri, il 28 luglio.

### Violenze in Kasai
Presunti sostenitori di Étienne Tshisekedi hanno dato fuoco a seggi e materiale elettorale a Mbuji-Mayi, capitale della provincia del Kasai Oriantale il giorno delle elezioni per impedirne lo svolgimento. Di conseguenza i seggi sono stati tenuti aperti fino a lunedì.

### Accuse di frode
Il giorno delle elezioni tre vicepresidenti candidati alle elezioni presidenziali, Bemba, Ruberwa e Z'Ahidi, hanno mosso accuse di brogli elettorali, affermando che il voto è solamente una “mascherata o una parodia delle elezioni”.
A causa delle difficoltà di comunicazione accentuata dalla scarsità di strade praticabili in un paese così vasto, erano previste dalla CEI almeno tre settimane prima di fornire risultati complessivi. Mentre gli osservatori sudafricani hanno espresso pareri positivi sulle elezioni, altri osservatori, compresi quelli del Carter Center, hanno espresso preoccupazione. Secondo la MONUC, mentre lo svolgimento delle elezioni può essere considerato soddisfacente, il processo di raccolta dati dai 50.000 seggi elettorali è stato per certi versi caotico. Il 6 agosto, la MONUC ha previsto che il presidente in carica Joseph Kabila era il probabile vincitore di questo turno elettorale, con Jean-Pierre Bemba piazzato al secondo posto.
Il 5 agosto migliaia di persone erano in fuga dalle proprie case nella zona dei Grandi Laghi per via di scontri tra l'esercito regolare e seguaci dell'ex-generale Laurent Nkunda, indagato per atrocità commesse contro i civili a partire dal 2004 da Tribunale penale internazionale.
La CEI ha pubblicato i risultati provvisori complessivi delle elezioni presidenziali il 20 agosto. I risultati delle elezioni parlamentari sono attese dalla CEI per l'inizio di settembre.

### Referendum costituzionale
Durante la fase di transizione si è svolto anche un referendum per l'approvazione della nuova Costituzione: il referendum costituzionale, tenutosi il 18 dicembre 2005, ha visto prevalere i sì con l'84,31% dei votanti (affluenza del 62,0%), nonostante il boicottaggio dell'Unione per la Democrazia e il Progresso Sociale di Étienne Tshisekedi, uno dei principali partiti di opposizione della società civile congolese.

### Le candidature
I 60 candidati alle elezioni presidenziali che si erano presentati inizialmente sono stati ridotti a 33 dalla CEI. Tra questi c'era l'attuale presidente, Joseph Kabila, e tre dei vicepresidenti del governo di transizione. Si sono presentate inoltre diverse personalità di spicco del precedente regime di Mobutu, così come molti candidati che provengono dalle file dell'opposizione e della società civile.
Anche le elezioni presidenziali e parlamentari del 2006 sono state boicottate da Unione per la Democrazia e il Progresso Sociale ed Étienne Tshisekedi, sia per il paventato timore di frodi, sia perché a molti militanti del partito, che non si erano registrati come elettori per il referendum costituzionale, non è stato permesso di essere inclusi nell'elenco degli elettori riaprendo le iscrizioni alle liste elettorali. Questo boicottaggio potrebbe avvantaggiare ulteriormente l'attuale presidente per la vittoria finale.
Molti elettori comunque, come dimostrato in occasione del referendum costituzionale, sono stati entusiasti di votare per la prima volta per eleggere i propri rappresentanti. C'è stato però un diffuso timore per la situazione della sicurezza, in particolare per la presenza di gruppi armati incontrollati nella zona orientale del paese. Alcuni di questi potevano reagire se il risultato delle elezioni fosse apparso per loro sfavorevole. In effetti, una parte dell'esercito nazionale riunificato faceva parte dei movimenti guerriglieri, soprattutto quelli di Bemba e Ruberwa, e potrebbe tornare ad obbedire ai vecchi capi. Le Nazioni Unite e l'Unione europea hanno mandato truppe aggiuntive per prevenire incidenti fino alla fine del processo elettorale.
I candidati favoriti alle presidenziali sono il presidente in carica Joseph Kabila e il vicepresidente Jean-Pierre Bemba, gli unici ad avere un supporto significativo praticamente in tutte le province del paese.
Il 4 settembre, la CEI ha rinviato la divulgazione dei risultati per via dell'arresto di seguaci di Bemba. I risultati forniti in seguito davano ai partiti che appoggiano Kabila (PPRD e alleati) il 45% circa dei seggi, al MLC di Bemba e alleati circa il 14% e il rimanente ad altri partiti. Mancavano ancora da attribuire 58 seggi su 500. L'8 settembre la CEI forniva i dati finali che evidenziavano come nessun partito o schieramento avesse ottenuto i 251 seggi della maggioranza assoluta, rendendo necessaria in parlamento una maggioranza di coalizione tra diverse forze politiche. Il PPRD di Kabila ha ottenuto 111 seggi, mentre l'MLC di Bemba ne ha avuti 64.

### Incidenti dopo le elezioni
Dal 20 agosto ci sono stati a Kinsasha scontri armati tra forze leali a Kabila e a Bemba. Entrambe le parti si accusano l'un l'altra di aver cominciato.
Il 21 agosto, mentre era in corso un incontro tra Bemba e un ambasciatore straniero che rappresentava il Comitato Internazionale per Accompagnare la Transizione alla Democraxia (CIAT) che aveva luogo a Kinshasa, sono avvenuti degli scontri tra le forze di Kabila e di Bemba, e la stessa residenza di Bemba, dove aveva luogo l'incontro, è stata attaccata. Secondo uno dei diplomatici presenti nella residenza, ci sono stati scambi di artiglieria anche pesante. Bemba e i diplomatici si sono nascosti nel rifugio della residenza e non ci sono state notizie di feriti.
Nella tarda giornata del 22 agosto, al terzo giorno di scontri, le due parti si sono accordate per un ritiro dal centro di Kinshasa. L'accordo è stato firmato da rappresentanti di Kabila e di Bemba, dell'esercito nazionale, della missione ONU, la Monuc, della forza europea Eufor e dalla missiona europea di polizia Eupol, al quartier generale della Monuc. Sedici persone sono state uccise, secondo fonti di stampa, negli scontri, che hanno visto l'uso di artiglieria pesante, ma la polizia ha affermato che i corpi rinvenuti erano un numero maggiore.. Più tardi, il ministro dell'interno Theophile Mbemba Fundu, ha affermato che nella settimana c'erano stati 23 morti e 43 feriti. Il 24 agosto, il cessate il fuoco rimaneva in vigore, anche se la situazione rimaneva tesa. Più tardi, nello stesso giorno, la polizia ha sparato in aria per disperdere una folla che protestava chiedendo la riapertura delle stazioni televisive di Bemba. Il 25 agosto, la compagnia aerea sudafricana South African Airways ha annunciato la ripresa dei voli verso Kinshasa.
Il 26 agosto Kabila e Bemba annunciano che si sono accordati per un incontro. In seguito, nello stesso giorno, la tensione rimaneva alta poiché Bemba non si reca all'incontro con Kabila. Il 29 agosto, la MONUC annunciava che i rappresentanti di Kabila e Bemba si dovevano incontrare sotto la supervisione delle Nazioni Unite. Quello stesso giorno Kabila e Bemba stessi si incontravano per la prima volta dall'inizio degli scontri. Il 30 agosto, la MONUC dichiarava che l'incontro otteneva come risultato la formazione di due sottocommissioni, una costituita per condurre un'indagine indipendente sulle cause degli scontri e una per concordare delle regole per evitare e prevenire l'eventualità di nuovi incidenti in occasione del ballottaggio del 29 ottobre.
All'inizio di settembre 2006 la Corte Suprema della RDC dichiara di darsi due mesi di tempo per giudicare i ricorsi sulle elezioni.

### Turno di ballottaggio
Il 20 agosto, quando quasi tutti i voti delle 169 circoscrizioni erano stati contati, appariva evidente la necessità di un ballottaggio. Giungevano notizie di colpi di armi automatiche a Kinshasa, e i sostenitori del MLC accusavano la Guardia Repubblicana di Kabila di aver ucciso uno dei loro uomini e di aver ferito tre poliziotti. Come conseguenza i risultati ufficiali della CEI venivano rinviati di parecchie ore. Infine i dati provvisori complessivi trasmessi dalla CEI davano Kabila al 44,81 % e Bemba al 20,03 % al ballottaggio. Gizenga si piazzava al terzo posto con il 13 percento, Mobutu otteneva circa il 5 percento e Kashala intorno al 4.

## Risultati

### Elezioni presidenziali
| Joseph Kabila                              | Partito del Popolo per la Ricostruzione e la Democrazia                                        | 7 590 485  | 44,81 | 9 436 779  | 58,05 |  |  |  |
| Jean-Pierre Bemba                          | Movimento di Liberazione del Congo                                                             | 3 392 592  | 20,03 | 6 819 822  | 41,95 |  |  |  |
| Antoine Gizenga                            | Partito Lumumbista Unificato                                                                   | 2 211 280  | 13,06 |            |       |  |  |  |
| Nzanga Mobutu                              | Unione dei Democratici Mobutisti                                                               | 808 397    | 4,77  |            |       |  |  |  |
| Oscar Kashala Lukumuenda                   | Unione per la Ricostruzione del Congo                                                          | 585 410    | 3,46  |            |       |  |  |  |
| Azarias Ruberwa Manywa                     | Raggruppamento Congolese per la Democrazia                                                     | 285 641    | 1,69  |            |       |  |  |  |
| Pierre Pay-Pay wa Syakassighe              | Convenzione dei Federalisti per la Democrazia Cristiana - Coalizione dei Democratici Congolesi | 267 749    | 1,58  |            |       |  |  |  |
| Vincent de Paul Lunda Bululu               | Raggruppamento delle Forze Sociali e Federaliste                                               | 237 257    | 1,40  |            |       |  |  |  |
| Joseph Olenghankoy Mukundji                | Forze Innovatrici per l'Unione e la Solidarietà                                                | 102 186    | 0,60  |            |       |  |  |  |
| Pierre Anatole Matusila Malungeni Ne Kongo | Indipendente                                                                                   | 99 408     | 0,59  |            |       |  |  |  |
| Antipas Mbusa Nyamwisi                     | Forze di Rinnovamento                                                                          | 96 503     | 0,57  |            |       |  |  |  |
| Bernard Emmanuel Kabatu Suila              | Unione Socialista Liberale                                                                     | 86 143     | 0,51  |            |       |  |  |  |
| Eugène Diomi Ndongala                      | Democrazia Cristiana                                                                           | 85 897     | 0,51  |            |       |  |  |  |
| Kasonga Banyingela                         | Alleanza dei Contadini e degli Ecologisti                                                      | 82 045     | 0,48  |            |       |  |  |  |
| Christophe Mboso N'Kodia Pwanga            | Convenzione per la Repubblica e la Democrazia                                                  | 78 983     | 0,47  |            |       |  |  |  |
| Norbert Likulia Bolongo                    | Indipendente                                                                                   | 77 851     | 0,46  |            |       |  |  |  |
| Roger Lumbala                              | Raggruppamento dei Congolesi Democratici e Nazionalisti                                        | 75 644     | 0,45  |            |       |  |  |  |
| Justine M'Poyo Kasa-Vubu                   | Movimento dei Democratici                                                                      | 75 065     | 0,44  |            |       |  |  |  |
| Guy-Patrice Lumumba                        | Indipendente                                                                                   | 71 699     | 0,42  |            |       |  |  |  |
| Cathérine Marthe Nzuzi wa Mbombo           | Movimento Popolare della Rivoluzione                                                           | 65 188     | 0,38  |            |       |  |  |  |
| Alou Bonioma Kalokola                      | Indipendente                                                                                   | 63 692     | 0,38  |            |       |  |  |  |
| Paul Joseph Mukungubila Mutombo            | Indipendente                                                                                   | 59 228     | 0,35  |            |       |  |  |  |
| Arthur Z'ahidi Ngoma                       | Campo della Patria                                                                             | 57 277     | 0,34  |            |       |  |  |  |
| Wivine N'Landu Kavidi                      | Unione per la Difesa della Repubblica                                                          | 54 482     | 0,32  |            |       |  |  |  |
| Gérard Kamanda wa Kamanda                  | Fronte Comune Nazionalista                                                                     | 52 084     | 0,31  |            |       |  |  |  |
| Altri (8 candidati)                        | -                                                                                              | 275 348    | 1,63  |            |       |  |  |  |
| Totale                                     | Totale                                                                                         | 16 937 534 | 100   | 16 256 601 | 100   |  |  |  |
|                                            |                                                                                                |            |       |            |       |  |  |  |
| Voti non validi                            | Voti non validi                                                                                | 993 704    | 5,54  | 358 878    | 2,16  |  |  |  |
| Votanti                                    | Votanti                                                                                        | 17 931 238 | 70,54 | 16 615 479 | 65,36 |  |  |  |
| Elettori                                   | Elettori                                                                                       | 25 420 199 |       | 25 420 199 |       |  |  |  |

L'elezione dei parlamenti provinciali ebbe luogo il 29 ottobre, contestualmente del ballottaggio delle elezioni presidenziali

### Elezioni parlamentari
| Liste                              | Liste | Seggi |
| ---------------------------------- | --- | ----- |
| PPRD                               | Parti du Peuple pour la Reconstruction et la Démocratie Partito del Popolo per la Ricostruzione e la Democrazia                                                                          | 111   |
| MLC                                | Mouvement de Libération du Congo Movimento di Liberazione del Congo | 64    |
| PALU                               | Parti Lumumbiste Unifié Partito Lumumbista Unificato | 34    |
| MSR                                | Mouvement Social pour le Renouveau Movimento Sociale per il Rinnovamento | 27    |
| FR                                 | Forces du Renouveau Forze di Rinnovamento | 26    |
| RCD                                | Rassemblement Congolais pour la Démocratie Raggruppamento Congolese per la Democrazia | 15    |
| CODECO                             | Coalition des Démocrates Congolais Coalizione dei Democratici Congolesi | 10    |
| CDC                                | Convention del Démocrates Chrétien Convenzione dei Democratici Cristiani | 10    |
| UDEMO                              | Union des Démocrates Mobutistes Unione dei Democratici Mobutisti | 9     |
| CP                                 | Camp de la Patrie Campo della Patria | 8     |
| DCF-COFEDEC                        | Démocratie Chrétienne Fédéraliste - Convention des Fédéralistes pour la Démocratie Chrétienne Democrazia Cristiana Federalista - Convenzione dei Federalisti per la Democrazia Cristiana | 8     |
| PDC                                | Parti Démocrate Chrétien Partito Democratico Cristiano | 8     |
| UNAFEC                             | Union des Nationalistes et Fédéralistes du Congo Unione dei Nazionalisti e Federalisti del Congo                                                                                         | 7     |
| ADECO                              | Alliance des Démocrates Congolais Alleanza dei Democratici Congolesi | 4     |
| PRM                                | Patriotes Résistants Maï-Maï Patrioti Resistenti Maï-Maï | 4     |
| ACDC                               | Alliance Congolais des Démocrates Chrétiens Alleanza Congolese dei Democratici Cristiani                                                                                                 | 4     |
| UPRDI                              | Union du Peuple pour la République et le Développement Intégral Unione del Popolo per la Repubblica e lo Sviluppo Integrale                                                              | 4     |
| RCDN                               | Rassemblement des Congolais Démocrates et Nationalistes Raggruppamento dei Congolesi Democratici e Nazionalisti                                                                          | 4     |
| CCU                                | Convention des Congolais Unis Convenzione dei Congolesi Uniti | 4     |
| PANU                               | Parti de l'Alliance Nationale pour l'Unité Partito dell’Alleanza Nazionale per l’Unità                                                                                                   | 3     |
| PANADI                             | Parti des Nationalistes pour le Développement Intégral Partito dei Nazionalisti per lo Sviluppo Integrale                                                                                | 3     |
| CDD                                | Convention Démocrate pour le Développement Convenzione Democratica per lo Sviluppo | 3     |
| UNADEF                             | Union Nationale des Démocrates Fédéralistes Unione Nazionale dei Democratici Federalisti                                                                                                 | 3     |
| UPC                                | Union des Patriotes Congolais Unione dei Patrioti Congolesi | 3     |
| CRD                                | Convention pour la République et la Démocratie Convenzione per la Repubblica e la Democrazia                                                                                             | 3     |
| ABAKO                              | Alliance des Bâtisseurs du Kongo Alleanza degli Edificatori del Congo | 3     |
| UMR                                | Union pour la Majorité Républicaine Unione per la Maggioranza Repubblicana | 2     |
| REINASSANCE PE                     | Reinassance Plate-forme Électorale Rinascita Piattaforma Elettorale | 2     |
| FONUS                              | Forces Novatrices pour l'Union et la Solidarité Forze Innovatrici per l’Unione e la Solidarietà                                                                                          | 2     |
| RSF                                | Rassemblement des Forces Sociales et Fédéralistes Raggruppamento delle Forze Sociali e Federaliste                                                                                       | 2     |
| SODENA                             | Solidarité pour le Développement National Solidarietà per lo Sviluppo Nazionale | 2     |
| ANCC                               | Alliance des Nationalistes Croyants Congolais Alleanza dei Nazionalisti Credenti Congolesi                                                                                               | 2     |
| PDSC                               | Parti Démocrate et Social Chrétien Partito Democratico e Sociale Cristiano | 2     |
| PRP                                | Parti de la Révolution du Peuple Partito della Rivoluzione del Popolo | 2     |
| UNADEC                             | Union Nationale des Démocrates Chrétiens Unione Nazionale dei Democratici Cristiani | 2     |
| PCBG                               | Parti Congolais pour le Bonne Gouvernance Partito Congolese per il Buon Governo | 2     |
| MDD                                | Mouvement pour la Démocratie et le Développement Movimento per la Democrazia e lo Sviluppo                                                                                               | 2     |
| ARC                                | Alliance pour le Renouveau du Congo Alleanza per il Rinnovamento del Congo | 2     |
| Altre liste con un seggio ciascuna | Altre liste con un seggio ciascuna | 31    |
| Indipendenti                       | Indipendenti | 63    |
| Totale                             | |       |